# 은제도금화형탁잔
은제도금화형탁잔(銀製鍍金花形托盞)은 서울특별시 용산구에 있는 고려시대의 탁잔이다. 2016년 5월 3일 대한민국의 보물 제1899호로 지정되었다.

## 개요
이 은제도금화형탁잔은 잔과 함께 잔을 받치는 잔탁으로 구성되어 있는데, 대개 잔과 함께 한 벌을 이룰 때에 ‘탁잔(托盞)’이라고 명명한다. 이 탁잔은 표면에 도금이 고루 입혀져 금색이 완연하며, 잔과 잔 받침은 모두 육화형(六花形)을 띠며 잔 받침대에는 화문을 타출시켜 화려함과 정교한 세공기술을 더하였다. 고려시대에는 은제도금 탁잔뿐만 아니라 은제 주전자, 은제 합, 팔찌 등에도 타출기법을 사용하여 화려한 장식문양을 시문하는 것이 크게 유행하였다.
고려시대 탁잔은 잔 받침대의 형태에 따라 일반적으로 2가지 형태로 구분되는데, 연꽃이 폈을 때의 모습과 같은 앙련식(仰蓮式)과 연꽃을 엎어 놓은 모습과 같은 복련식(覆蓮式)으로 구분된다. 복련식 탁잔에는 탁과 잔의 형태가 원형으로 된 것과 화판형(花瓣形)으로 된 것이 있는데, 화판형은 잔은 물론 탁(托)의 받침대와 구연부까지 모두 꽃잎 모양으로 이루어져 있다. 지정 대상 탁잔은 잔의 받침대가 복련식으로 되어 있고 잔과 잔탁이 공히 화판형으로 이루어져 있어 조형적으로 매우 아름다운 탁잔이다.
잔 받침은 높은 굽이 달려있고 굽 위의 넓은 전에는 꽃송이 무늬가 선으로 새겨져있으며 가운데에는 괴임이 높게 솟아 있다. 이 괴임 부분에는 꽃송이 무늬를 도드라지게 압출(押出)시켜 다른 장식에 비해 단연 돋보이게 하였다. 괴임 위에 받쳐진 잔은 6잎의 꽃모양으로 면을 구획하여 선조로 모란절지문(牧丹折枝文)을 음각하였다. 안정된 비례와 단정한 형태를 지닌 은제 탁잔의 세부에는 압출, 음각 등의 다양한 세공 기술을 발휘하여 시문하였고 전면에 도금을 입혀 더욱 장식성이 돋보인다. 고려 은제탁잔 가운데 가장 뛰어난 조형적 아름다움을 간직하고 있으며, 시문된 문양이 세련되고 조화로우며 타출기법 또한 흠잡을 데 없이 정교하여 고려시대 금속공예의 우수성을 엿볼 수 있다. 이를 통해 이 작품은 중앙에서 활동했던 우수한 장인에 의해 제작된 작품으로 추정되며, 시기적으로는 송나라 사신 서긍이 1123년(고려 인종 1)『선화봉사고려도경』를 통해 언급한 고려시대 탁잔의 형태와 기법이 거의 일치하고 12세기에 제작된 청자 탁잔과도 유사성이 깊기 때문에, 이 탁잔 역시 문벌귀족 문화가 화려하게 꽃피웠던 12세기 대에 제작된 것으로 추정된다.

## 참고 자료
- 은제도금화형탁잔 - 국가유산청 국가유산포털